# Nacré des Balkans
Boloria graeca
Espèce
Le Nacré des Balkans (Boloria graeca) est une espèce de lépidoptères (papillons) de la famille des Nymphalidae, originaire des Alpes et des Balkans.

## Description
L'imago de Boloria graeca est un petit papillon au dessus des ailes fauve orangé, orné d'une suffusion basale brune et de plusieurs séries de petites taches brun-noir, notamment des taches rondes submarginales et des triangles marginaux.
Le revers des ailes antérieures est similaire en plus terne, tandis que celui des ailes postérieures présente un motif complexe de marbrures brun violacé, jaunâtres et argentées, avec une série de petits ocelles postdiscaux qui permettent de reconnaître cette espèce.
L'apex de l'aile postérieure est anguleux.

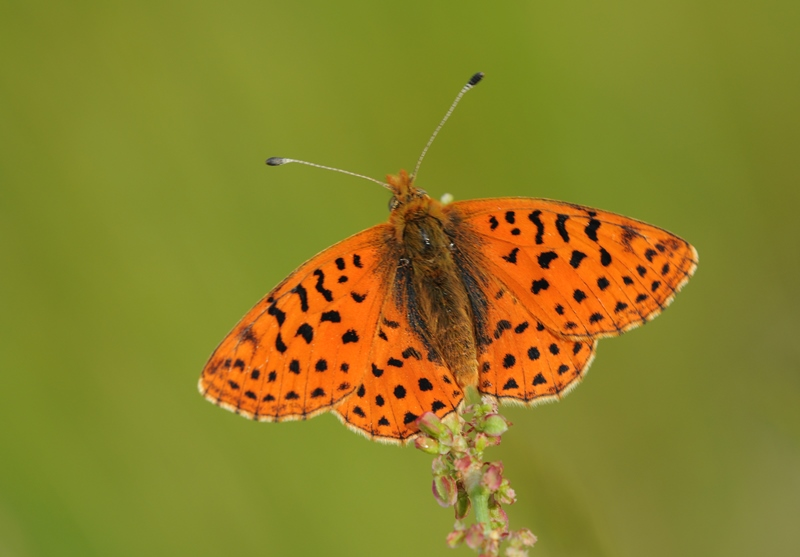
Face dorsale – Turquie.
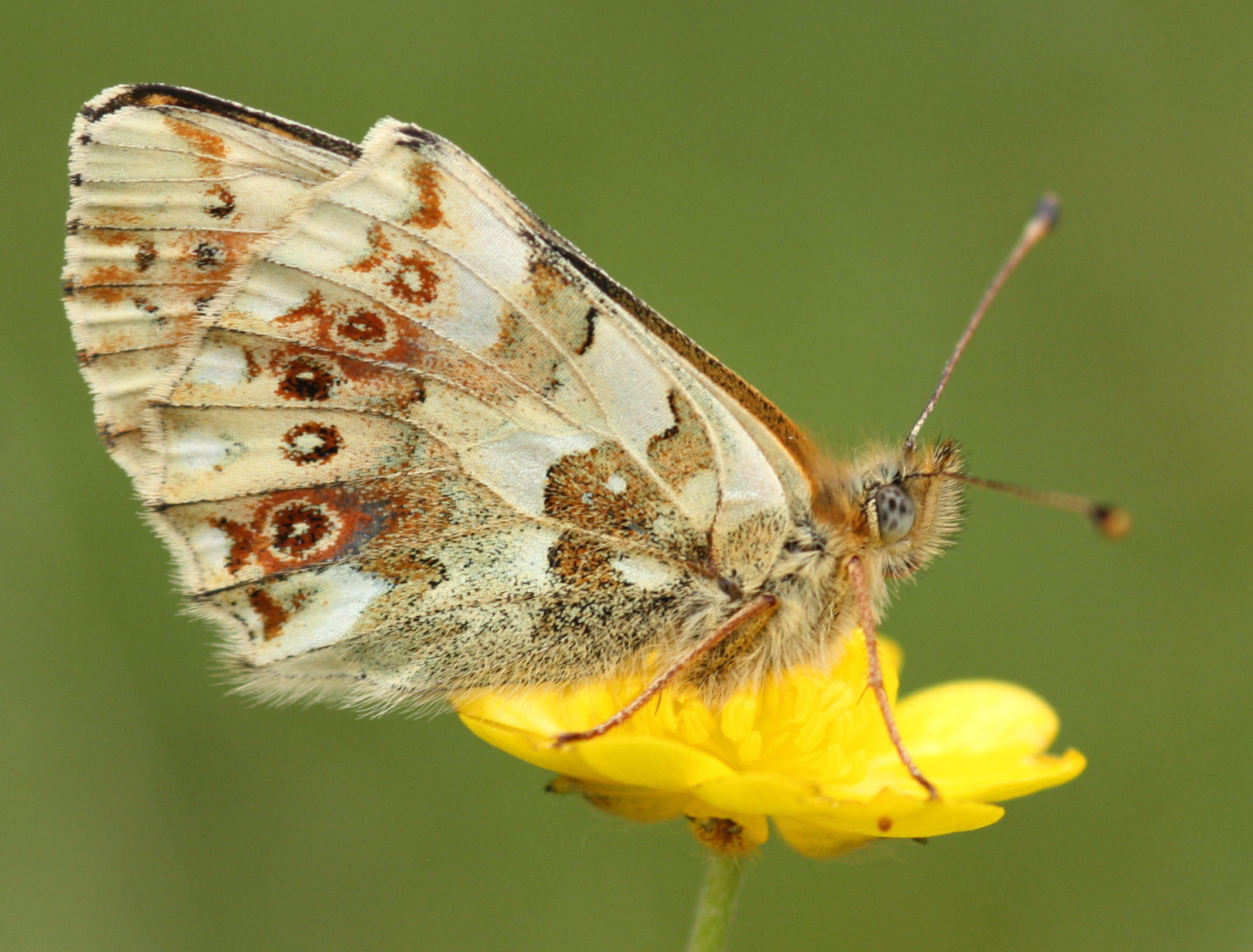
Face ventrale – France.

## Biologie

### Phénologie
L'espèce est univoltine, les imagos de l'unique génération annuelle volant entre juin et août.
Elle hiverne au stade de jeune chenille.

### Plantes hôtes
Les plantes hôtes de la chenille sont des Viola, dont Viola tricolor macedonica, mais les œufs sont aussi pondus sur d'autres plantes.

## Distribution et biotopes
Le Nacré des Balkans est présent dans trois aires disjointes : dans le Sud-Ouest des Alpes (en France et en Italie), dans les Balkans (notamment en Grèce et en Bulgarie),, et dans l'Est de la Turquie.
En France, il est présent dans six départements des Alpes (Alpes-Maritimes, Alpes-de-Haute-Provence, Hautes-Alpes, Drôme,  Isère et Savoie).
C'est une espèce de haute montagne, hôte des prairies alpines et subalpines.

## Systématique
L'espèce actuellement appelée Boloria graeca a été décrite par l'entomologiste allemand Otto Staudinger en 1870, en tant que sous-espèce, sous le nom initial d’Argynnis pales var. graeca,.
Elle est actuellement classée dans le sous-genre nominal du genre Boloria.

### Sous-espèces

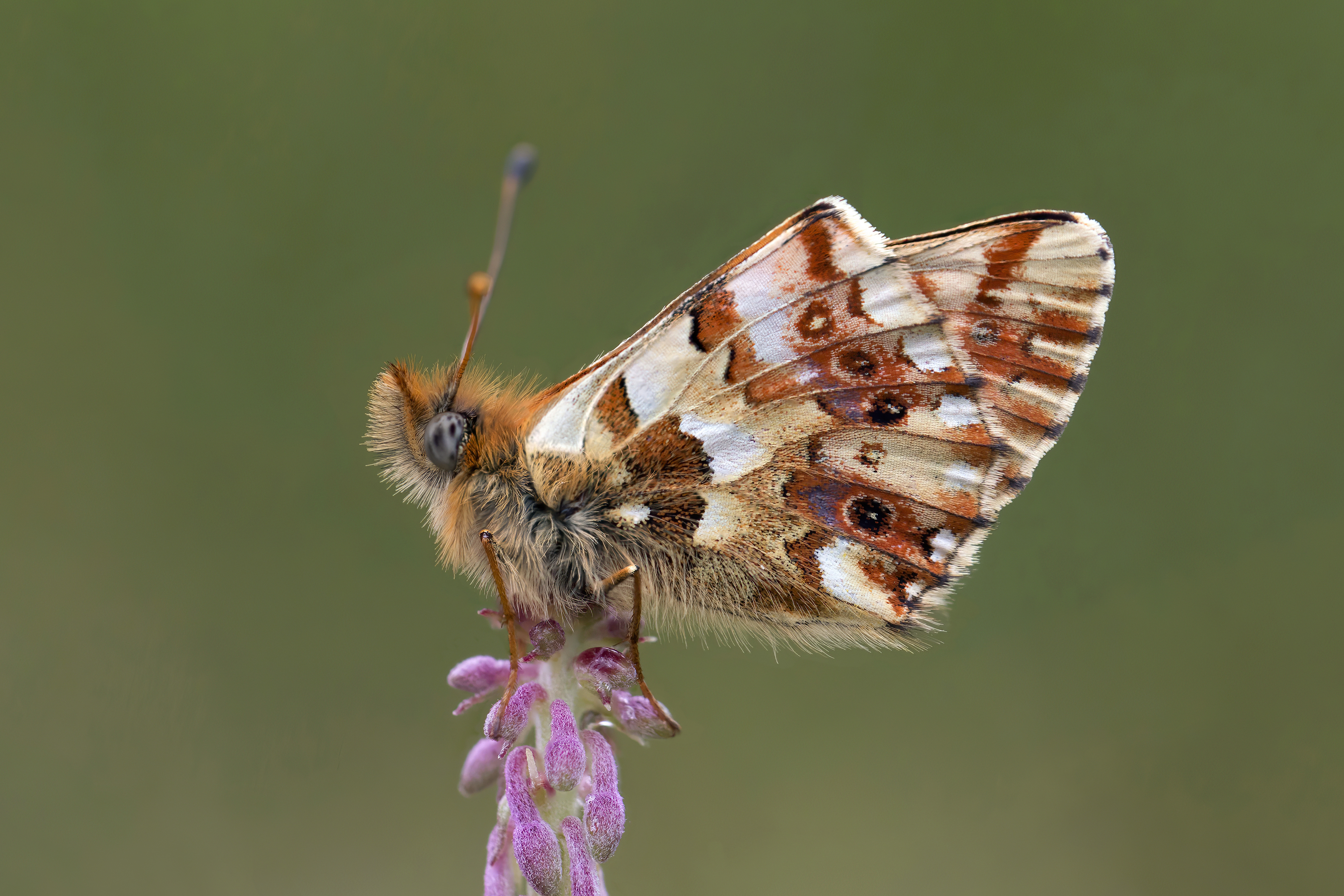
Boloria graeca balcanica, dans le massif du Rila, en Bulgarie.

Plusieurs sous-espèces ont été décrites :
- Boloria graeca balcanica Rebel, 1903 — présente en Bulgarie[2].
- Boloria graeca brogotarus (Fruhstorfer, 1909) — présente dans les Alpes-Maritimes[2].
- Boloria graeca karina van Oorschot & Wagener, 1990 — présente en Turquie[4].

## Noms vernaculaires
- En français : le Nacré des Balkans, le Nacré anguleux[7].
- En anglais : Balkan Fritillary[2].

## Protection
L'espèce n'a pas de statut de protection particulier en France.